# Поліщук Михайло Михайлович
Михайло Михайлович Поліщук  (рос. Михаил Михайлович Полищук, 10 січня 1989) — російський плавець, олімпієць.

## Виступи на Олімпіадах
| Олімпіада  | Дисципліна                      | Місце                 |
| ---------- | ------------------------------- | --------------------- |
| Пекін 2008 | естафета 4 × 200 вільним стилем | 2 (попередні запливи) |